# Ster van Zwolle 2012
La Ster van Zwolle 2012, cinquantaduesima edizione della corsa, valida come evento dell'UCI Europe Tour 2012 categoria 1.2, si svolse il 25 febbraio 2012 su un percorso di 172,2 km. Fu vinta dall'olandese Robin Chaigneau, che giunse al traguardo in 4h 01' 53" alla media di 42,7 km/h.
Furono 121 i ciclisti che portarono a termine la competizione.

## Ordine d'arrivo (Top 10)
| Pos. | Corridore         | Squadra         | Tempo    |
| ---- | ----------------- | --------------- | -------- |
| 1    | Robin Chaigneau   | Koga            | 4h01'53" |
| 2    | Moreno Hofland    | Rabobank Con.   | s.t.     |
| 3    | Wesley Kreder     | Rabobank Con.   | s.t.     |
| 4    | Sebastian Lander  | Glud & Mars.    | s.t.     |
| 5    | Remco te Brake    | Cycl. de Rijke  | s.t.     |
| 6    | Chris Opie        | UK Youth        | s.t.     |
| 7    | Michael Schweizer | Nutrixxion-Abus | s.t.     |
| 8    | Horton Tobyn      | Raleigh-GAC     | s.t.     |
| 9    | Jasper Hamelink   | Cycl. Jo Piels  | s.t.     |
| 10   | Thomas Vernaeckt  | Geofco          | s.t.     |